# Елефтерия Арванитаки
Елефтерия Арванитаки (на гръцки: Ελευθερία Αρβανιτάκη) е гръцка певица.

## Биография и творчество
Родена е на 17 октомври 1958 г. в Пирея. Братовчедка е на гръцко-австралийския режисьор Антъни Марас.
Започва певческата си кариера през 1980 г., когато се присъединява към музикалната група „Опистодромики компания“ („Οπισθοδρομική Κομπανία“, Ретроградна компания). През 1981 година е гост-изпълнител в албума на Вангелис Германос „Та Баракя“.
През месец август 2004 година участва в музикалната програма по закриването на XXVIII летни олимпийски игри в Атина. Кристално чистият ѝ глас я прави широко популярна в цяла Гърция. Арванитаки е доста известна и извън Гърция, където се изявява в стила уърлд мюзик и участва в много международни фестивали.
Изпълнява известния хит Dinata Dinata, по-късно изпят и от дует Антик.

## Дискография
Арванитаки е издала следните самостоятелни албуми:
- Eleftheria Arvanitaki (1984)
- Contraband (1986)
- Tanirama (1989)
- I still remain an outcast (1991)
- The night is descending (1993)
- The Bodies and The Knives (1994)
- Zontana stous vrahous – Summer 95 (1995)
- Greatest Hits (1995)
- Songs for the Months (1996)
- Off the Road (1998)
- The very best of 1989 – 1998 (1999)
- Songs for the Months – The third side (2000)
- Broadcast (2001)
- Live at the Gyalino Mousiko Theatro (2002)
- Eleftheria Arvanitaki Live (2003)
- Three Songs (2004)
- Ola sto fos (Everything brought to light) (2004)
- Dromoi Parallhloi (Parallel Roads) (2005)
- Stis akres ap' ta matia sou – To The Edges Of Your Eyes (2006)
- Grigora I wra perase(The Time Passed Quickly) (2006)
- Dynata 1986 – 2007 (2007)

Участва и в записването на четири албума на групата „Опистодромики Компания“.